# Eubulides igorrote
Eubulides igorrote är en insektsart som beskrevs av Rehn, J.A.G. och J.W.H. Rehn 1939. Eubulides igorrote ingår i släktet Eubulides och familjen Heteropterygidae. Inga underarter finns listade i Catalogue of Life.